# NGC 7795
NGC 7795 је група звезда у сазвежђу Касиопеја која се налази на NGC листи објеката дубоког неба.
Деклинација објекта је + 60° 1' 25" а ректасцензија 23h 58m 34,5s. Привидна величина (магнитуда) објекта NGC 7795 износи 12,8.